# Междузвезден облак
Междузвезден облак е струпване на газ, плазма и космически прах в дадена галактика. Казано с други думи, това е по-плътна от обикновеното област в междузвездната среда. В зависимост от плътността, размера и температурата на облака, неговият водород може да бъде неутрален (област H I), йонизиран (област H II) или молекулярен (молекулярен облак). Междузвезден облак се образува от газа и праховите частици от червен гигант в късния етап от еволюцията му.
Химичният състав на междузвездните облаци се определя чрез изучаване на електромагнитното излъчване, което те генерират. Големите радиотелескопи сканират интензитета на небето при определени честоти, които са характерни са определени спектъра на определени молекули. В по-горещите облаци често се срещат йони на много химични елементи, чийто спектър е във видимия и в ултравиолетовия диапазони.
До неотдавна се е смятало, че скоростта на реакциите в междузвездните облаци е много ниска, като в тях се произвеждат много малко продукти, поради ниската температура и плътност на облаците. Обаче, учените наблюдават в междузвездни облаци органични молекули като формалдехид, метанол и винил алкохол, които не се очаква да съществуват в такива условия. Необходимите реакции за създаването на такива вещества настъпват само при много високи температура и налягане. Фактът, че са намерени в междузвездни облаци подсказва, че химичните реакции в тях протичат много по-бързо от очакваното, вероятно в газова фаза и по непознат начин за органичната химия на Земята. Също така, междузвездните облаци предоставят среда за изучаване на разпространението и пропорциите на тежките елементи в космоса.